# Codex Regius (manoscritto)
Sotto il nome di Codex Regius (Konungsbók in islandese col significato di Codice Reale) vengono indicati alcuni dei più importanti manoscritti medioevali islandesi donati nel 1662 al re Federico III di Danimarca da Brynjólfur Sveinsson, vescovo di Skálholt, una cittadina nel sud-ovest dell'Islanda.
I codici manoscritti più noti sono il Codex Regius dell'Edda di Snorri (Konungsbók Snorra Eddu) e, soprattutto, il Codex Regius dell'Edda Poetica (Konungsbók Eddukvæða o, semplicemente, Eddukvæða), entrambi conservati presso l'Istituto Árni Magnússon di Reykjavík in Islanda.

## Codex Regius dell'Edda di Snorri
Si tratta di uno dei quattro manoscritti dell'Edda in prosa di Snorri Sturluson, un manuale di poesia scaldica contenente riassunti e citazioni di molti poemi epico-mitologici norreni. È considerato il codice più vicino alla redazione originale di Snorri ed è utilizzato come testo di riferimento per le edizioni critiche dell'Edda in prosa. Si compone di cinquantadue fogli, redatti in norreno, molto ben conservati ad eccezione del primo foglio che presenta un'asola di qualche centimetro e il trentanovesimo di cui è mancante il terzo superiore della pagina.
Nulla è noto di questo manoscritto prima che capitasse nelle mani del vescovo Brynjólfur Sveinsson che lo avrebbe acquistato nel 1640 da Magnús Gunnlaugsson. Dopo la donazione a Federico III rimase conservato nella Biblioteca Reale Danese, a Copenaghen, fino al 1985 quando venne restituito all'Islanda assieme a molti altri manoscritti. La sua sigla presso l'Istituto Árni Magnússon è GKS 2367 4°.

## Codex Regius dell'Edda poetica
Il Codice regio dell'Edda poetica è un manoscritto medievale islandese di autore anonimo redatto in norreno e contenente l'Edda poetica, una raccolta di 29 canti a carattere eroico e religioso che costituisce il corpus letterario principale della mitologia norrena assieme all'Edda in prosa.
La redazione del manoscritto è stimata risalire attorno alla seconda metà del XIII secolo, ma la maggior parte dei poemi contenuti si baserebbe su originali del X secolo, antecedenti cioè la conversione al Cristianesimo delle popolazioni scandinave.
Il codice è composto da 45 fogli di pergamena molto ben conservati e vergati con una grafia chiaramente leggibile, ma con una grossa lacuna di 16 pagine dopo il trentaduesimo foglio. Privi di miniature, presentano, tuttavia, al piede della maggior parte delle pagine dei disegni ricorrenti singoli molto semplici che sono, di volta in volta, teste d'uomo o teste di drago o serpente.
Il manoscritto venne scoperto nel 1643 dal vescovo Brynjólfur, ma non sono note le circostanze della scoperta che assunse, comunque, in pochi anni, una certa risonanza tra gli antiquari e gli studiosi nord-europei. Brynjólfur riteneva, infatti, di aver scoperto la fonte originale di quei poemi che Snorri Sturluson commentava e citava estensivamente nella sua Edda in prosa.
La storiografia moderna rigetta, tuttavia, l'ipotesi che il Codex Regius dell'Edda poetica sia servito come fonte per l'opera di Sturluson, essendo questa stata composta molto probabilmente attorno al 1220, diversi decenni prima della data di composizione del Codex.
Il manoscritto originale era privo di titolo e Brynjólfur lo chiamò Edda, un nome che prima di allora designava esclusivamente l'opera di Sturluson, con il chiaro intento di marcare il collegamento fra le due opere. L'autore del documento era, altresì, anonimo, ma per il vescovo islandese i poemi contenuti erano certo parte di «quella grande raccolta di umana saggezza che Sæmundr il Saggio aveva redatto» come scrisse in una lettera ad un suo conoscente.
Sæmundr il Saggio non era altro che il dotto prete islandese Sæmundr Sigfússon (1056-1133) noto per la sua profonda erudizione e per aver scritto una Historia regum norvegicorum (Storia dei re norvegesi) in latino che sebbene andata perduta già prima del XVII secolo, era, tuttavia, conosciuta dal vescovo islandese per essere citata come fonte sia da Snorri nell'Edda in prosa che in altre opere.
Trovato dunque il suo autore perfetto, Brynjólfur fece copiare il manoscritto e sulla copia scrisse di proprio pugno la pomposa epigrafe Edda Sæmundi Multiscii ("Edda del saggio Sæmundr").
La trascrizione del manoscritto capitò, successivamente, fra le mani dello storiografo di corte danese Thormodus Torfæus, che ne interessò il monarca fino a che, successivamente, nel 1662 il vescovo islandese donò l'Edda Sæmundi, assieme a molti altri manoscritti, al re Federico III di Danimarca.
L'importante manoscritto fu conservato presso la Biblioteca Reale di Copenaghen fino al 21 aprile 1971, quando fu restituito all'Islanda, trasportato via nave dalla Danimarca e accompagnato addirittura da una scorta militare.
Attualmente il codice è conservato presso l'Istituto Árni Magnússon con la sigla "GKS 2365 4°".